# 熊谷庄七
熊谷 庄七（くまがや しょうしち、生没年不詳）は明治時代の東京の地本問屋。

## 来歴
明治期に小船町2丁目7番地、後に明治10年（1877年）に小船町3丁目11番地で地本問屋を営業している。3代目歌川広重、月岡芳年の錦絵を出版している。

## 作品
- 3代目歌川広重 『東京名所上野公園内国勧業博覧会美術館之図』 大判3枚続 錦絵 明治10年
- 3代目歌川広重 『荒布橋従江戸橋之真図』 大判3枚続 錦絵 明治10年
- 3代目歌川広重　『東京開華名所図絵』
- 月岡芳年 『大日本名将鑑 新田左中将義貞』 大判 錦絵 明治1１年‐明治12年ころ
- 月岡芳年　『西南雪月花』
- 月岡芳年　『鹿児島征討記之内』